# 부르사라이

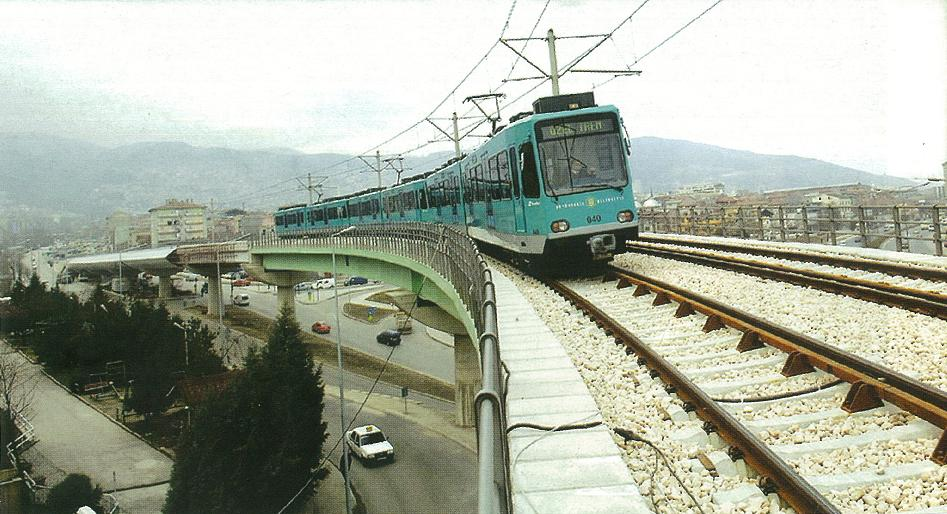

부르사라이(튀르키예어: BursaRay)는 튀르키예 부르사 주 부르사의 지하철이다.

## 같이 보기
- 지하철 목록